# Radamel García
Radamel Enrique García King (Santa Marta, 9 de noviembre de 1956-Ibídem, 3 de enero de 2019) fue un futbolista colombiano que jugó en la posición de defensor central. Fue hermano del actor Herbert King, el entrenador Alex García King y el padre de Radamel Falcao García, delantero colombiano. En 1980 fue convocado a la selección absoluta de su país.

## Carrera
Hizo su debut en la máxima categoría del fútbol profesional colombiano en la temporada de 1977. Entre 1977 y 1978 jugó 9 partidos con Independiente Santa Fe, mientras que en 1979 no participó en el campeonato. En el torneo de 1981 fue empleado con mayor continuidad, superando las 20 apariciones en la temporada y logrando jugar varios partidos como titular.
Regresó al primer equipo de Santa Fe en 1980, jugando allí hasta 1983 tras una breve experiencia con el Junior de Barranquilla en 1982 . En 1984 integró el plantel del equipo samario Unión Magdalena, donde pasó las siguientes cuatro temporadas casi siempre jugando como titular. En 1988 pasó al Deportes Tolima, permaneciendo un año en el equipo de la ciudad de Ibagué y reforzando en 1989 al Atlético Bucaramanga. En 1990 jugó su última temporada en la liga colombiana, acumulando siete apariciones con el Independiente Medellín. Un año después pasó al Deportivo Táchira, equipo de la primera división venezolana.

## Clubes

### Como jugador
| Equipo                 | País      | Año       |
| ---------------------- | --------- | --------- |
| Santa Fe               | Colombia  | 1977-1982 |
| Atlético Junior        | Colombia  | 1982      |
| Santa Fe               | Colombia  | 1983-1984 |
| Unión Magdalena        | Colombia  | 1984-1987 |
| Deportes Tolima        | Colombia  | 1988      |
| Atlético Bucaramanga   | Colombia  | 1989      |
| Independiente Medellín | Colombia  | 1990      |
| Deportivo Táchira      | Venezuela | 1991-1992 |
| Mineros                | Venezuela | 1993-1994 |
| Monagas                | Venezuela | 1995      |
| El Vigía               | Venezuela | 1996      |

### Como entrenador
| Club           | País      | Año  |
| -------------- | --------- | ---- |
| Alianza Llanos | Colombia  | 1997 |
| Monagas        | Venezuela | N/D  |

## Fallecimiento
García falleció el 3 de enero de 2019 en la clínica mar Caribe de la ciudad de Santa Marta, tras sufrir un paro cardiorrespiratorio, cinco meses después de la muerte de su hermano.